# Chansolme
Chansolme (em crioulo, Chansòl), é uma comuna do Haiti, situada no departamento do Noroeste e no arrondissement de Port-de-Paix.
De acordo com o censo de 2003, sua população total é de 9.561 habitantes.